# Maslah Mohammed Barre
Maslah Mohammed Siad Barre foi um general do Exército Nacional Somali e filho do antigo governante somali Mohamed Siad Barre. Ele estava comandando o 77.º Setor em Mogadíscio em novembro de 1987, e mais tarde se tornou Chefe do Estado-Maior (também relatado como Comandante-em-Chefe) do Exército. Sua nomeação como Comandante das Forças Armadas Somali é datada de 26 de fevereiro de 1989. Ele estava sendo preparado para suceder seu pai na presidência. 
Em 12–13 de novembro de 1989, um grupo de oficiais e homens Hawiye pertencentes à 4.ª Divisão em Galkayo, em Mudug, se amotinou. O general Maslah liderou uma força de membros do clã Marehan para suprimir o motim. A punição foi aplicada às aldeias Hawiye locais.
Depois que a Guerra Civil Somali expulsou seu pai do país, Maslah finalmente se estabeleceu no Quênia.
Vinte anos depois, Maslah foi derrotado por Sharif Sheikh Ahmed na eleição presidencial somali de 2009. Todos os candidatos que se opunham a Sheikh Ahmed, exceto Maslah Mohamed Siad, retiraram-se após o primeiro turno da votação; Sharif Ahmed venceu o segundo turno com 293 a 126 votos.